# José Ramón de la Fuente
José Ramón de la Fuente Morató (* 22. Dezember 1970 in Castell-Platja d’Aro) ist ein ehemaliger spanischer Fußballtorwart und heutiger Torwarttrainer.

## Karriere
Als Spieler hütete de la Fuente zwischen 1992 und 2005 für spanische Zweitligisten wie FC Barcelona B, FC Palamós, FC Córdoba oder CD Toledo das Tor.

## Erfolge
- UEFA Champions League: 2015

In der Saison 2009/10 fungierte er als Co-Trainer von Juan Carlos Mandiá bei Racing Santander sowie in der Saison 2011/12 als Torwarttrainer bei Hércules Alicante. Seit der Saison 2012/13 trainiert de la Fuente die Torhüter des FC Barcelona, wo er einen Vertrag bis 2014 unterschrieb.